# André Vanderlei
André Vanderlei, né le 27 juin 1978 à Recife, est un joueur belgo-brésilien international de futsal reconverti entraîneur.

## Biographie

### Enfance et débuts au Brésil
Né à Recife dans le nord du Brésil, André Vanderlei commence le futsal entre trois et à cinq ans.
Dès ses seize ans, il part jusqu'à 4.000 km de chez ses parents pour jouer au futsal à travers le Brésil.

### Finales européennes avec Action 21 (2002-2007)
En 2002, à vingt-quatre ans et comme certains de ses coéquipiers, le jeune pivot est repéré par le coach brésilien de Charleroi en Belgique, Ricardo Menezes,. Accompagné de sa femme, de sa petite fille et des autres recrues brésiliennes, Vanderlei fait partie d’une génération dorée qui échoue deux fois en finale de la Coupe d'Europe en 2002 et 2003, face à Castellón. Il se souvient fin 2019 : « Mon meilleur souvenir reste la première finale perdue. C’est elle qui nous a motivés pour travailler encore plus ».
En 2002-2003, son équipe perd un seconde fois en finale contre Castellón, malgré le doublé de Vanderlei (6-4). Sur le plan individuel, le Brésilien termine meilleur buteur de la compétition avec quinze buts, tout comme la saison suivante (19 buts en 2003-2004). Cette dernière performance reste le record sur une édition et Vanderlei est le seul joueur à avoir été meilleur buteur sur deux saisons différentes.
L'équipe belge finit par remporter la compétition européenne en 2004-2005.
En mai 2005, Vanderlei s'engage pour trois ans avec le GDL Châtelet,.
Pour la saison 2006-2007, Christian Vavadio, promu entraîneur d'Action 21 en remplacement de Sergio Benatti, ramène André Vanderlei au club.

### Prêts et fin à Châtelineau (2007-2014)
En 2007-2008, André évolue pour le club de Frameries.
En octobre 2011, il est le meilleur buteur belge en activité.
En novembre 2013, Andre Vanderlei quitte le Futsal Châtelineau dont il est le meilleur buteur et retourne à Charleroi 21.
Vanderlei prend sa retraite de joueur en 2013 à cause d'un évènement tragique : « Depuis mon arrivée en Belgique, il y avait un enfant qui me suivait beaucoup. Malheureusement, un cancer l'a emporté. Après son départ, j'ai perdu le plaisir de jouer et j'ai décidé d'arrêter pour devenir entraîneur ».

### En équipe nationale
Naturalisé belge en 2007, Vanderlei devient international et participe à deux championnats d’Europe. Il se souvient fin 2019 : « Mon dernier match international était au Brésil ».
Fin 2016, il se rappelle « la Belgique m'a donné à tous les niveaux, donc j'ai accepté avec plaisir de la représenter. Notre meilleure performance est une qualification pour le championnat d'Europe 2010, en Hongrie. Mais mon plus grand souvenir est d'avoir joué trois fois contre le Brésil, ça m'a beaucoup touché ».
Il totalise 49 sélections pour 26 buts inscrits avec la sélection belge.

### Reconversion en entraîneur (depuis 2014)
Souhaitant entraîner, André Vanderlei débute auprès des jeunes à Charleroi puis entraîneur-joueur de l'équipe première lors de la saison 2013-2014.
En première partie d'exercice 2014-2015, André Vanderlei rejoint le FSP Halle-Gooik dans des conditions particulières[Lesquelles ?],. Le belgo-brésilien fait ses preuves en cumulant les fonctions de joueur et entraîneur au sein du club carolo, qui prolonge son contrat de deux ans en mars 2015. En fin de saison, son équipe est sacré championne de Belgique après sa victoire face à Anvers en finale des playoffs.
Malgré le doublé Coupe-Championnat, le club décide de changer d'entraîneur au terme de l'exercice,. En deux saisons à Gooik, il remporte deux doublés Coupes-Championnats de Belgique, la « Bene-coupe » face au champion des Pays-Bas.
Pour la saison 2016-2017, Vanderlei devient entraîneur de l'Étoile lavalloise en Division 2 française à 38 ans. Il retrouve le président Julien Moreau venu observer le fonctionnement du club de Charleroi dix ans plus tôt et à qui André fait alors visiter la ville.
Fin 2019, Julien Moreau confie sur son entraîneur « André Vanderlei est la pierre angulaire de l’Etoile lavalloise ». Le belgo-brésilien ne compte pas ses heures pour développer le club et décrit ses semaines : « Je m’occupe de l’équipe première. Il y a entraînement tous les soirs. Dans la semaine, je gère les sports-études collège et lycée du club. Match le samedi et je viens voir les autres équipes le dimanche ».
En 2022-2023, à la suite de l'arrivée de plusieurs renforts, l'ELMFC réalise le doublé Coupe-Championnat et Vanderlei est élu entraîneur de la saison.

## Palmarès

### Joueur
Avec Charleroi, Vanderlei remporte à de nombreuses reprises le championnat national, perd deux finales européennes de suite (2002 et 2003) face à Castellón avant de remporter la compétition en 2005.
Sur le plan individuel, Vanderlei est le meilleur buteur de tous les temps de la Coupe de l'UEFA (54 buts) après avoir été le meilleur réalisateur des éditions 2002-2003 (15 bus) et 2003-2004 (19 buts). Fin 2019, il est encore le recordman de buts dans la compétition avec 54 réalisations,,. Cette dernière performance reste le record sur une édition et Vanderlei est le seul joueur à avoir été meilleur buteur sur deux saisons différentes.
| International | National |
| --- | --- |
| - Coupe Intercontinentale - Troisième : 2004 (Action 21) - Coupe de l'UEFA (1) - Vainqueur : 2005 (Action 21) - Finaliste : 2002 et 2003 (Action 21) - Coupe du Benelux (1) - Vainqueur : 2003 (Action 21) | - Championnat de Belgique URBSFA (4) - Champion : 2003, 2004, 2005 (Action 21) et 2013 (Châtelieau) - Coupe de Belgique URBSFA (3) - Vainqueur : 2004, 2005 et 2010 (Action 21) - Supercoupe de Belgique URBSFA (3) - Vainqueur : 2003, 2004 et 2005 (Action 21) |

### Entraîneur
En deux saisons sur le banc du FSP Halle-Gooik, il remporte deux doublés Coupes-Championnats de Belgique, la « Bene-coupe » face au champion des Pays-Bas.
- Coupe du Benelux (1)
  - Vainqueur : ? (Halle-Gooik)

- Championnat de Belgique URBSFA (2)
  - Champion : 2015 et 2016 (Halle-Gooik)

- Coupe de Belgique URBSFA (2)
  - Champion : 2015 et 2016 (Halle-Gooik)

- Division 1 (1)
  - Champion : 2022-23
- Coupe de France (1)
  - Vainqueur : 2022-23

## Liste des matchs internationaux
| Liste des matchs internationaux | Liste des matchs internationaux | Liste des matchs internationaux | Liste des matchs internationaux | Liste des matchs internationaux                       | Liste des matchs internationaux | Liste des matchs internationaux |
| Date                            | Domicile                        | Score                           | Extérieur                       | Buts                                                  | Discipline                      | #                               |
| ------------------------------- | ------------------------------- | ------------------------------- | ------------------------------- | ----------------------------------------------------- | ------------------------------- | ------------------------------- |
| 4 août 2013                     | Brésil                          | 5 - 1                           | Belgique                        |                                                       |                                 | 49                              |
| 1er août 2013                   | Brésil                          | 6 - 1                           | Belgique                        |                                                       |                                 | 48                              |
| 3 octobre 2012                  | Finlande                        | 0 - 2                           | Belgique                        |                                                       |                                 | 47                              |
| 2 octobre 2012                  | Belgique                        | 5 - 1                           | Lettonie                        |                                                       |                                 | 46                              |
| 16 mai 2012                     | Portugal                        | 2 - 4                           | Belgique                        |                                                       |                                 | 45                              |
| 15 mai 2012                     | Portugal                        | 3 - 1                           | Belgique                        |                                                       |                                 | 44                              |
| 15 janvier 2012                 | Pologne                         | 4 - 1                           | Belgique                        | But inscrit                                           |                                 | 43                              |
| 22 octobre 2011                 | Belgique                        | 10 - 3                          | Zambie                          | But inscrit · But inscrit                             |                                 | 42                              |
| 21 octobre 2011                 | Belgique                        | 4 - 1                           | États-Unis                      | But inscrit · But inscrit                             |                                 | 41                              |
| 18 octobre 2011                 | Belgique                        | 10 - 7                          | États-Unis                      | But inscrit · But inscrit · But inscrit · But inscrit |                                 | 40                              |
| 17 octobre 2011                 | Uruguay                         | 2 - 2                           | Belgique                        | But inscrit                                           |                                 | 39                              |
| 16 octobre 2011                 | Belgique                        | 2 - 4                           | Iran                            | But inscrit · But inscrit                             |                                 | 38                              |
| 5 septembre 2011                | Belgique                        | 5 - 3                           | Finlande                        |                                                       |                                 | 37                              |
| 27 février 2011                 | Turquie                         | 3 - 2                           | Belgique                        |                                                       |                                 | 36                              |
| 25 février 2011                 | Belgique                        | 3 - 4                           | Hongrie                         | But inscrit                                           |                                 | 35                              |
| 24 février 2011                 | Ukraine                         | 4 - 3                           | Belgique                        |                                                       |                                 | 34                              |
| 18 janvier 2011                 | Iran                            | 7 - 1                           | Belgique                        |                                                       |                                 | 33                              |
| 17 janvier 2011                 | Iran                            | 4 - 2                           | Belgique                        |                                                       |                                 | 32                              |
| 16 janvier 2011                 | Iran                            | 4 - 1                           | Belgique                        |                                                       |                                 | 31                              |
| 18 décembre 2010                | Belgique                        | 4 - 0                           | Allemagne                       |                                                       |                                 | 30                              |
| 21 janvier 2010                 | Belgique                        | 2 - 4                           | Ukraine                         |                                                       |                                 | 29                              |
| 19 janvier 2010                 | Italie                          | 4 - 0                           | Belgique                        |                                                       |                                 | 28                              |
| 15 janvier 2010                 | Belgique                        | 0 - 5                           | Iran                            |                                                       |                                 | 27                              |
| 14 janvier 2010                 | Belgique                        | 4 - 4                           | Iran                            |                                                       |                                 | 26                              |
| 25 octobre 2009                 | Belgique                        | 2 - 1                           | Slovénie                        |                                                       | Averti                          | 25                              |
| 24 octobre 2009                 | Belgique                        | 3 - 2                           | Slovénie                        |                                                       |                                 | 24                              |
| 23 septembre 2009               | Roumanie                        | 3 - 1                           | Belgique                        |                                                       |                                 | 23                              |
| 22 septembre 2009               | Roumanie                        | 2 - 2                           | Belgique                        | But inscrit                                           |                                 | 22                              |
| 22 mars 2009                    | Serbie                          | 3 - 4                           | Belgique                        |                                                       |                                 | 21                              |
| 12 mars 2009                    | Pays-Bas                        | 5 - 5                           | Belgique                        |                                                       | Averti                          | 20                              |
| 11 mars 2009                    | Belgique                        | 0 - 1                           | Pays-Bas                        |                                                       |                                 | 19                              |
| 13 janvier 2009                 | Portugal                        | 2 - 2                           | Belgique                        | But inscrit                                           |                                 | 18                              |
| 12 janvier 2009                 | Portugal                        | 6 - 1                           | Belgique                        |                                                       |                                 | 17                              |
| 2 mars 2008                     | Belgique                        | 3 - 4                           | Roumanie                        |                                                       | Carton rouge                    | 16                              |
| 29 février 2008                 | Biélorussie                     | 4 - 1                           | Belgique                        |                                                       |                                 | 15                              |
| 28 février 2008                 | Belgique                        | 8 - 3                           | Monténégro                      | But inscrit · But inscrit                             |                                 | 14                              |
| 23 février 2008                 | Hongrie                         | 2 - 7                           | Belgique                        | But inscrit                                           |                                 | 13                              |
| 22 février 2008                 | Hongrie                         | 3 - 3                           | Belgique                        | But inscrit · But inscrit                             |                                 | 12                              |
| 13 février 2008                 | Belgique                        | 2 - 2                           | Pays-Bas                        |                                                       |                                 | 11                              |
| 23 janvier 2008                 | Portugal                        | 5 - 3                           | Belgique                        |                                                       |                                 | 10                              |
| 22 janvier 2008                 | Portugal                        | 2 - 2                           | Belgique                        | But inscrit                                           |                                 | 9                               |
| 12 novembre 2007                | Roumanie                        | 3 - 4                           | Belgique                        |                                                       |                                 | 8                               |
| 11 novembre 2007                | Roumanie                        | 6 - 3                           | Belgique                        | But inscrit                                           |                                 | 7                               |
| 26 octobre 2007                 | Belgique                        | 4 - 1                           | Slovénie                        | But inscrit                                           |                                 | 6                               |
| 25 octobre 2007                 | Belgique                        | 4 - 1                           | Uruguay                         | But inscrit · But inscrit                             |                                 | 5                               |
| 24 octobre 2007                 | Argentine                       | 1 - 1                           | Belgique                        |                                                       |                                 | 4                               |
| 22 octobre 2007                 | Brésil                          | 7 - 0                           | Belgique                        |                                                       |                                 | 3                               |
| 21 octobre 2007                 | Mozambique                      | 2 - 4                           | Belgique                        | But inscrit                                           |                                 | 2                               |
| 20 octobre 2007                 | Belgique                        | 7 - 0                           | Canada                          |                                                       |                                 | 1                               |